# Storsjöodjuret
Storsjöodjuret (Storsjöuhyret) er et folkloristisk eller muligvis kryptozoologisk 
fænomen i søen Storsjön i det centrale Jämtland i Sverige.
Uhyret nævnes første gang på skrift i 1635 i sagnet om troldene Jata og Kata. Siden 1800-tallet har der været talrige beretninger om at have observeret fænomenet, først og fremmest om sommeren og særligt under hundedagene, primært i de sydlige og østlige dele af søen. I sagnet associeres uhyret med Frösöstenen, der i lighed med mange andre runesten viser dele af gribedyr.
I 1894 blev der dannet et selskab, som skulle fange uhyret. Den daværende konge, Oscar II, bidrog med penge til selskabet. Købstaden Östersund brugte penge på en specialkonstureret fangstsaks, der i dag kan ses på Jämtlands Läns Museum.
Länsstyrelsen i Jämtlands län forbød i 1986 at "dræbe, såre, fange levende dyr af arten Storsjöodjuret" samt at "fjerne eller beskadige Storsjöodjurets æg, rogn eller bosted".
I 2000 blev der anlagt udsigtspladser rundt om søen, der hvor der var største chance for at se uhyret.  En privatperson ansøgte i 2002 om dispensation fra forbuddet mod at samle uhyrets æg, men Miljødomstolen erklærede at Länsstyrelsens fredningsbeslutning var i strid med regeringsformgrundlovens krav om saglighed, i og med at en "videnskabeligt ikke-verificeret dyreart" var blevet fredet.  Justitieombudsmand meddelte i 2005, at den var enig i Miljødomstolens vurdering og at fredningen ikke kunne bringes i anvendelse.  Länsstyrelsen valgte i begyndelsen af 2006 at revurdere og derefter ophæve beslutningen fra 1986.
Fire webkameraer og et varmesøgende kamera blev i juni 2008 placeret på holmen Nysvehälla i Storsjön, i et forsøg på at opfange uhyret.  Projektet finansieres af erhvervsforeningen i Svenstavik, samt af Bergs kommune og EU-midler som Länsstyrelsen råder over.  I august 2008 blev uhyret fanget på film, ifølge filmholdet.  Videoklippet blev vist i medierne og lagt på YouTube. 